# Johnson Brothers
Johnson Brothers war ein britischer Hersteller von Automobilen.

## Unternehmensgeschichte
Das Unternehmen aus Knaresborough begann 1905 mit der Produktion von Automobilen. Der Markenname lautete Stesroc. 1906 endete die Produktion.

## Fahrzeuge
Das Unternehmen stellte Dampfwagen her. Zur Wahl standen Dampfmotoren mit 8 PS, 10 PS und 12 PS. Die Karosserien waren in Tonneauform. Der Neupreis betrug je nach Modell zwischen 200 Pfund und 400 Pfund.